# Xenopseustis
Xenopseustis là một chi bướm đêm thuộc họ Noctuidae.

## Các loài
- Xenopseustis poecilastis Meyrick, 1897